# Wahlkreis Poggibonsi
Der Wahlkreis Poggibonsi war von 2017 bis 2020 ein Wahlkreis (italienisch collegio elettorale) für die Wahl der Abgeordnetenkammer.

## Wahlkreisgebiet
| Wahlkreise – Camera dei deputati – Toskana | Wahlkreise – Camera dei deputati – Toskana | Wahlkreise – Camera dei deputati – Toskana |
| Provinz                                    | Provinz                                    | Gemeinden nach Provinzen ⮞ Wahlkreis |
| ------------------------------------------ | ------------------------------------------ | --- |
|                                            | Metropolitanstadt Florenz (42 Gemeinden)   | Teil von Florenz ⮞ Wahlkreis Florenz – Novoli – Peretola Teil von Florenz ⮞ Wahlkreis Florenz – Scandicci 15 ⮞ Wahlkreis Empoli 19 ⮞ Wahlkreis Sesto Fiorentino 3 ⮞ Wahlkreis Poggibonsi |
|                                            | Provinz Arezzo (37 Gemeinden)              | 30 ⮞ Wahlkreis Arezzo 5 ⮞ Wahlkreis Siena 2 ⮞ Wahlkreis Sesto Fiorentino |
|                                            | Provinz Grosseto (28 Gemeinden)            | alle ⮞ Wahlkreis Grosseto |
|                                            | Provinz Livorno (20 Gemeinden)             | 11 ⮞ Wahlkreis Livorno 9 ⮞ Wahlkreis Grosseto |
|                                            | Provinz Lucca (33 Gemeinden)               | 26 ⮞ Wahlkreis Lucca 5 ⮞ Wahlkreis Massa 2 ⮞ Wahlkreis Pistoia |
|                                            | Provinz Massa-Carrara (17 Gemeinden)       | alle ⮞ Wahlkreis Massa |
|                                            | Provinz Pisa (37 Gemeinden)                | 12 ⮞ Wahlkreis Pisa 25 ⮞ Wahlkreis Poggibonsi |
|                                            | Provinz Pistoia (20 Gemeinden)             | 17 ⮞ Wahlkreis Pistoia 2 ⮞ Wahlkreis Prato 1 ⮞ Wahlkreis Empoli |
|                                            | Provinz Prato (7 Gemeinden)                | alle ⮞ Wahlkreis Prato |
|                                            | Provinz Siena (35 Gemeinden)               | 30 ⮞ Wahlkreis Siena 5 ⮞ Wahlkreis Poggibonsi |

Der Wahlkreis umfasste 33 Gemeinden:
- 5 Gemeinden der Provinz Siena (Casole d’Elsa, Colle di Val d’Elsa, Poggibonsi, Radicondoli und San Gimignano),
- 25 Gemeinden der Provinz Pisa (Capannoli, Casale Marittimo, Casciana Terme Lari, Castellina Marittima, Castelnuovo di Val di Cecina, Chianni, Crespina Lorenzana, Fauglia, Guardistallo, Lajatico, Montecatini Val di Cecina, Montescudaio, Monteverdi Marittimo, Montopoli in Val d’Arno, Orciano Pisano, Palaia, Peccioli, Pomarance, Ponsacco, Pontedera, Riparbella, San Miniato, Santa Luce, Terricciola und Volterra);
- 3 Gemeinden der Metropolitanstadt Florenz (Fucecchio, Gambassi Terme und Montaione).

## Wahlergebnisse

### Parlamentswahl 2018
| Kandidaten               | Kandidaten           | Stimmen | %    | Listen                                      | Stimmen | %    |
| ------------------------ | -------------------- | ------- | ---- | ------------------------------------------- | ------- | ---- |
|                          | Susanna Cennigewählt | 50.812  | 34,1 | Partito Democratico                         | 46.693  | 31,3 |
| +Europa                  | Susanna Cennigewählt | 50.812  | 34,1 | 2.796                                       | 1,9     |      |
| Italia Europa Insieme    | Susanna Cennigewählt | 50.812  | 34,1 | 883                                         | 0,6     |      |
| Civica Popolare          | Susanna Cennigewählt | 50.812  | 34,1 | 440                                         | 0,3     |      |
|                          | Donatella Legnaioli  | 47.224  | 31,7 | Lega                                        | 26.967  | 18,1 |
| Forza Italia             | Donatella Legnaioli  | 47.224  | 31,7 | 13.916                                      | 9,3     |      |
| Fratelli d’Italia        | Donatella Legnaioli  | 47.224  | 31,7 | 5.622                                       | 3,8     |      |
| Noi con l’Italia – UDC   | Donatella Legnaioli  | 47.224  | 31,7 | 719                                         | 0,5     |      |
|                          | Gloria Vizzini       | 37.691  | 25,3 | Movimento 5 Stelle                          | 37.691  | 25,3 |
|                          | Serena Cortecci      | 6.017   | 4,0  | Liberi e Uguali                             | 6.017   | 4,0  |
|                          | Stefano Liberati     | 2.482   | 1,7  | Potere al Popolo!                           | 2.482   | 1,7  |
|                          | Marzia Duranti       | 1.786   | 1,2  | Partito Comunista                           | 1.786   | 1,2  |
|                          | Marco Giannotti      | 1.212   | 0,8  | CasaPound Italia                            | 1.212   | 0,8  |
|                          | Romina Giacomini     | 871     | 0,6  | Il Popolo della Famiglia                    | 871     | 0,6  |
|                          | Maria Rosaria Pagano | 612     | 0,4  | Italia agli Italiani (FT – FN)              | 612     | 0,4  |
|                          | Marinella Mariani    | 290     | 0,2  | Per una Sinistra Rivoluzionaria (SCR – PCL) | 290     | 0,2  |
| Gesamt                   | Gesamt               | 148.997 | 100  |                                             | 148.997 | 100  |
|                          |                      |         |      |                                             |         |      |
| Ungültige Stimmen        | Ungültige Stimmen    | 4.744   | 3,1  |                                             |         |      |
| Wähler                   | Wähler               | 153.741 | 79,4 |                                             |         |      |
| Wahlberechtigte          | Wahlberechtigte      | 193.558 |      |                                             |         |      |
|                          |                      |         |      |                                             |         |      |
| Quelle: Innenministerium |                      |         |      |                                             |         |      |